# Прыжки в воду на летних Олимпийских играх 2024 — синхронный трамплин, 3 метра (мужчины)
Соревнования по синхронным прыжкам в воду с 3-метрового трамплина у мужчин на летних Олимпийских играх 2024 года прошли 2 августа 2024 года в Парижском Акватик Центре. 

## Формат соревнований
Соревнования проводятся в один круг, в котором каждая пара выполняет по шесть прыжков. По крайней мере один прыжок должен относиться к одной из пяти групп (из передней стойки с вращением вперёд; из задней стойки с вращением назад; из передней стойки с вращением назад; из задней стойки с вращением вперёд; с вращением вокруг продольной оси (с винтами)). Шестой прыжок может быть из любой группы, но не может повторять ни один из предыдущих прыжков. Первым двум прыжкам присвоен фиксированный коэффициент сложности 2,0, независимо от их исполнения. Остальным четырём прыжкам присваивается коэффициент сложности, основанный на исходном положении, разбеге, отталкивании, прыжке (полёте), входе в воду. Уровень сложности прыжков не ограничен. Подсчет очков производится коллегией из одиннадцати судей, пять из которых оценивают синхронность, а три — исполнение каждого отдельного прыжка. За каждый прыжок каждый судья выставляет оценку от 0 до 10 с шагом в 0,5 балла. Верхняя и нижняя оценки за синхронность, а также верхняя и нижняя оценки за исполнение для каждого спортсмена не учитываются. Оставшиеся пять баллов суммируются, умножаются на 3/5 и коэффициент сложности, образуя итоговую оценку за прыжок. Шесть оценок за прыжки суммируются, чтобы получить итоговый результат пары.

## Расписание
Время местное (UTC+2)
| Дата               | Время | Этап  |
| ------------------ | ----- | ----- |
| Пятница, 2 августа | 15:00 | Финал |

## Призёры
| Золото                           | Серебро                              | Бронза                                    |
| Китай · Лун Даои · Ван Цзунъюань | Мексика · Хуан Селая · Осмар Ольвера | Великобритания · Энтони Хардинг · Джек Ло |

## Результаты
| Место | Спортсмены                      | Страна         | Баллы    | Баллы    | Баллы    | Баллы    | Баллы    | Баллы    | Баллы  |
| Место | Спортсмены                      | Страна         | Прыжок 1 | Прыжок 2 | Прыжок 3 | Прыжок 4 | Прыжок 5 | Прыжок 6 | Сумма  |
| ----- | ------------------------------- | -------------- | -------- | -------- | -------- | -------- | -------- | -------- | ------ |
| 1     | Лун Даои Ван Цзунъюань          | Китай          | 54,60    | 52,80    | 79,56    | 77,70    | 85,68    | 95,76    | 446,10 |
| 2     | Хуан Селая Осмар Ольвера        | Мексика        | 49,80    | 46,80    | 82,62    | 85,69    | 84,36    | 94,77    | 444,03 |
| 3     | Энтони Хардинг Джек Ло          | Великобритания | 49,80    | 49,20    | 82,62    | 76,50    | 85,41    | 94,62    | 438,15 |
| 4     | Лоренцо Марсалья Джованни Точчи | Италия         | 50,40    | 48,00    | 73,47    | 82,62    | 74,46    | 74,10    | 403,05 |
| 5     | Жюль Буйер Алексис Жандар       | Франция        | 47,40    | 47,40    | 69,36    | 60,42    | 77,52    | 67,20    | 369,30 |
| 6     | Адриан Абадия Николас Гарсия    | Испания        | 47,40    | 45,00    | 64,80    | 69,75    | 72,45    | 62,22    | 361,62 |
| 7     | Олег Колодий Данило Коновалов   | Украина        | 47,40    | 43,80    | 58,14    | 67,89    | 62,70    | 68,34    | 348,27 |
| 8     | Тайлер Даунс Грег Дункан        | США            | 49,80    | 48,60    | 37,74    | 72,42    | 64,05    | 73,47    | 346,08 |